# Real Audiencia di Buenos Aires
La Real Audiencia de Buenos Aires, ufficialmente conosciuta come Audiencia y Cancillería Real de Buenos Aires, è stata una Real Audiencia della Corona spagnola con sede nella città di Buenos Aires. Ha operato brevemente come audiencia pretoria tra il 1663 e il 1672 con una giurisdizione che includeva le governatorato del Rio de la Plata, Governatorato del Paraguay e Governatorato del Tucumán all'interno del vicereame del Perù, poi elevate a capitanerie generali. È stata ripristinata nel vicereame del Rio de la Plata nel 1785 come audiencia virreinale, con giurisdizione sulle intendencias di Buenos Aires, Córdoba del Tucumán, Salta del Tucumán e del Paraguay. Dopo la Rivoluzione di maggio del 1810 ha continuato a funzionare fino al 23 gennaio 1812, quando è stata sostituita da una camera d'appello. La sua sede era nel Cabildo di Buenos Aires.